# ضاحية نيكيري

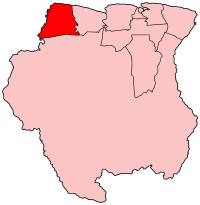
خريطة سورينام تبين موقع ضاحية نيكيري

ضاحية نيكيري هي اٍحدى ضواحي سورينام تقع على الساحل الشمالي الغربي، عاصمة الضاحية هي نيكيري الجديدة، ثاني أكبر مدينة بالبلاد. من مدن الضاحية الأخرى نذكر واشودا و واجينينجن. يحد الضاحية من الشمال المحيط الأطلسي ومن الشرق ضاحية كوروني، من الجنوب ضاحية سيباليويني و من الغرب غيانا
يبلغ عدد سكان المقاطعة 41.080 نسمة وتقدر مساحتها ب 5.353 كم2

العلاقات بين سورينام وغيانا المجاورة كانت دائما متوترة، والنزاعات الحدودية في جنوب البلاد (مع عمليات قتال عرضية متقطعة) يعني أن موانئ الدخول إلى غيانا من سورينام قليلة. مع ذلك، هناك العبارات التي تبحر بين مولسون كريك (قويانا) و ضاحية نيكيري.

## منتجعات ضاحية نيكيري

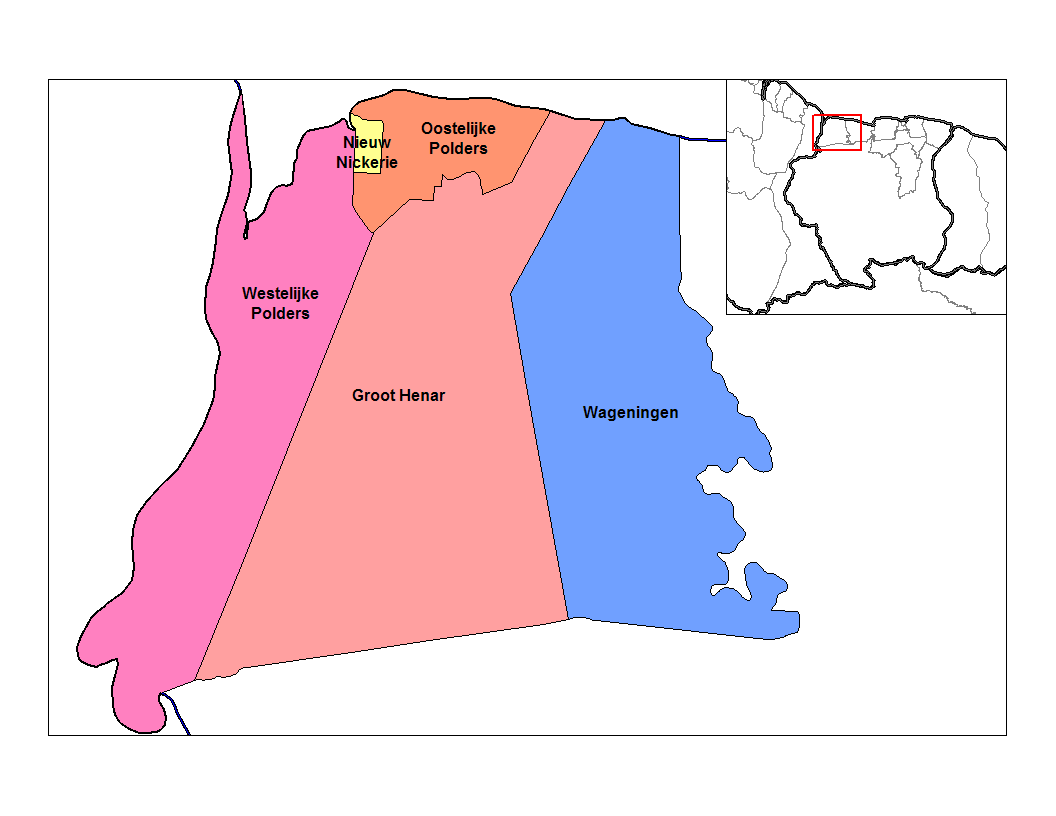
منتجعات ضاحية نيكيري

تضم ضاحية نيكيري 5 منتجعات:
- غروت هنار.
- منتجع نيكيري الجديدة.
- أوستيليجكي بولدرز.
- واجينينجن.
- واستيليجكي بولدرز.